# パオパオ堂。
パオパオ堂。（パオパオどう）は日本の東京都を拠点に活動する大道芸人ユニット。ヘブンアーティスト登録アーティスト。

## プロフィール
- 2000年春結成。それまでライブハウスで活動していたインディーズバンドから練り歩きチーム『パオパオ堂。』が生まれる。
- 2002年、音ものパフォーマンスユニットとして、本格的に大道芸の活動を始める。
- 2003年、東京都主催第2回ヘブンアーティストに合格。路上や学校公演・フェスティバル・イベントなどで活動。
- 2004年、日本テレビ「ART DAIDOGEI」ライセンス取得。
- 2008年・2009年は韓国のフェスティバルから招待をうける。韓国日本大使館のホールにて自主公演も行う。
- 大道芸ワールドカップin静岡に2005年から出場。2010年大道芸ワールドカップin静岡ジャパンカップに唯一カテゴリー２より選ばれ出場。

## メンバー
- しょうたろ〜（麻倉尚太、あさくらしょうた、5月6日 - ）リーダー、ソプラノサックス
- まるゆん（丸山裕子、まるやまゆうこ、12月13日 - ）テナーサックス  唯一の初期メンバーで設立者。
- ヒロ（上原弘子、うえはらひろこ、2月28日 - ） アルトサックス
- あきママ（池田秋生子、いけだあきこ、8月30日 - ）バリトンサックス
- はせ（長谷川雄基、はせがわゆうき、10月10日 - ）パーカッション

### 兄弟ユニット
パオパオ堂の他にトリオ編成（サックス2本+打楽器）でも活動している。
- プリコロハウス - まるゆん、ヒロ、はっち（マーチングドラム） 旧メンバー：ふーちん（マーチングドラム）
ヘブンアーティスト登録アーティスト[2]。

- ぴーカンくうぱ - しょうたろ〜、あきママ、りょう[3]、あいこ（ダラブッカ）

## フェスティバル
- 大道芸ワールドカップin静岡
- 三茶 de 大道芸
- ひたち国際フェスティバル
- 野毛大道芸
- 幕張大道芸フェスティバル
- サンリオピューロランド

ほか多数